# 钟英傈僳族彝族乡
钟英傈僳族彝族乡是中华人民共和国云南省大理白族自治州宾川县下辖的一个民族乡。

## 行政区划
钟英傈僳族彝族乡下辖以下村级行政区划单位：
钟英村、西山村、皮厂村、唐古地村、芝麻登村和赵卡拉村。